# Edmundo Herrera Zúñiga
Edmundo Herrera Zúñiga (Renaico, 1929 - 19 de enero de 2019) fue un poeta, escritor y dirigente gremial chileno adscrito a la generación del '50. 
Su vida entera la ha dedicado a la poesía y a la actividad gremial dentro de la Sociedad de Escritores de Chile (SECH), de la que fue dos veces presidente nacional; ocupando este cargo pronunció el discurso de despedida en el funeral del Poeta Pablo Neruda en septiembre de 1973.

## Obras publicadas
- "Cantos de la Sombra", poemas, 1958, Ediciones Lírica Hispana, Caracas, Venezuela.
- "Larga Mano para Jean", poema, 1960, Editorial del Pacífico, Santiago, Chile.
- "Llamada al Libertador", poema, 1960, Editorial Cronos, Santiago, Chile.
- "La Casa del Hombre”, poema, 1964, Editorial Universitaria, Santiago, Chile.
- "Oscuro Fuego", poemas, 1970, Ediciones Asociación Chileno-Árabe de Cooperación, Santiago, Chile.
- "El Paraíso de los Pájaros", poemas, 1971, Ediciones Grupo Fuego de la Poesía, Santiago, Chile.
- "Encuentro en la Joven Poesía, Chile-RDA.", estudio y selección, Antología, poemas, 1971, Editorial Instituto Chile- RDA, Santiago, Chile.
- "La Poesía Chilena Actual", estudio y selección, Antología, poemas, 1972, Ediciones Instituto Bancario de Cultura, Santiago, Chile.
- "Soy el Subterráneo Ángel de la Vida", poema, 1977, Escuela Nacional de Artes Gráficas, Santiago, Chile.
- "Manzanas y Ceremonias", poemas, 1979, Editorial Universitaria, Santiago, Chile
- "Poesía Combatiente de Nicaragua", estudio y selección, Antología, 1982, Editorial Libertad, Santiago, Chile.
- “Naipes Marcados”  2003 - Poesía - Sello Leutun Completa antología de 64 poemas con la propia voz del autor.
- “Fuegos y Destierros” 2009 – CNCA, Beca de creación literaria.
- “Andrómeda 41”, 2009 - Poesía
- “Oleajes en Isla Negra”, 2010 -  Poesía
- “Electra y los relámpagos”, 2012 – Poesía
- “Cantos de pólvora”, 2014 - Poesía

## Premios y reconocimientos
- Premio Lírica Hispana, Caracas; Venezuela.
- Premio Único Certamen Bolivariano, Caracas, Venezuela.
- Beca Taller de Escritores "Los Diez", Universidad de Concepción, Concepción, Chile.
- Beca Taller de Escritores, Fundación Luís A. Heiremans, Universidad Católica de Chile, Santiago, Chile.
- Premio "Bandera Nacional, 150 aniversario de su creación", Presidencia de la República, Chile.
- Premio Alerce Universidad de Chile, Sociedad de Escritores de Chile y Editorial Universitaria, Santiago, Chile.
- Primer Premio Nacional del Magisterio, Poesía, Unión de Profesores de Chile, Santiago, Chile.
- Primer Finalista, Poesía, Premio Casa de las Américas, La Habana, Cuba.
- Primer Premio Municipal Juegos Literarios Gabriela Mistral, Poesía, Municipalidad de Santiago, Santiago, Chile.
- Primer Premio Gibran, Asociación Chileno-Árabe de Cooperación, Santiago, Chile.
- Premio Municipal de Literatura, Poesía, Municipalidad de Santiago, Santiago, Chile.
- Premio Municipal de Literatura "Pedro de Oña", Poesía, Municipalidad de Ñuñoa, Santiago, Chile.
- Primer Premio Municipal de Literatura, Poesía, Centenario de Villa Alemana, Municipalidad de Villa Alemana, Villa Alemana, Chile.
- Premio Municipal de Literatura "Jorge Teillier", Poesía, Lautaro, Chile.
- Primer Premio 9.º Festival de las Artes "Víctor Jara", Chile.
- Beca Consejo Nacional del Libro y la Lectura para Escritores Nacionales, Consejo Nacional del Libro y la Lectura, Fondo Nacional de Fomento del Libro y la Lectura, Ministerio de Educación Pública de Chile, Santiago, Chile, 2009.
- Premio “Laurel Vallejo”, 21 de mayo de 2009 máxima distinción del vallejismo en el Perú que otorga el movimiento cultural Capulí, Vallejo y su Tierra, en representación de diversas asociaciones culturales y del Municipio Provincial de Santiago de Chuco, tierra donde naciera el poeta César Vallejo.
- Premio “Florencio Sánchez”, año 2011, en Punta del Este, Uruguay.